# Гранчак
Грано́вана скля́нка, гранча́к — склянка з гранованими ребрами. 

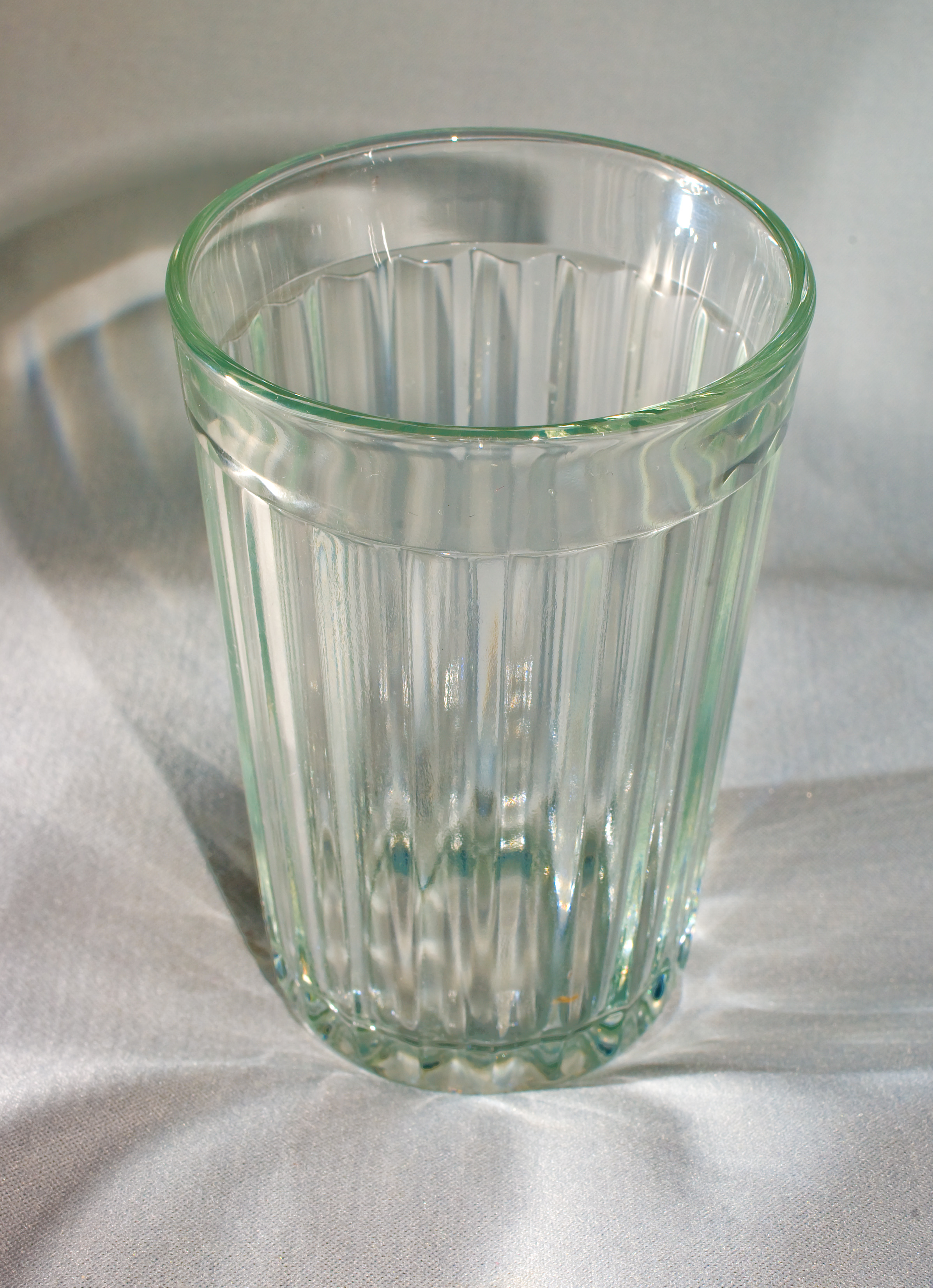
Склянка з ограненими краями — гранчак

11 вересня 1943 року на скляному заводі в місті Гусь-Хрустальному була випущена перша гранована склянка радянського зразка. Розробку дизайну приписують Вірі Мухіній, авторові монумента «Робітник і колгоспниця», до речі, яка є автором також пивного кухля За стандартом у склянки 16 або 20 граней, висота 10,5 см, об'єм може бути від 50 до 350 мл, але «класичним» вважається на 250 мл (по самі вінця). Його створювали спеціально для закладів громадського харчування: він набагато міцніший за звичайний, може уціліти при падінні на підлогу з метрової висоти. Нині найчастіше грановані склянки можна зустріти в поїздах. Гранчак може зустрічатись з різною кількістю граней, де 12, 14, 16 є найтиповішим числом. А також активно використовувався у вуличних автоматах з продажу газованих напоїв, як мірило для рецептурних довідників, продажу насіння соняшнику, квасолі та іншого різноманітного насіння на базарах.
За іншими версіями, склянка з гранями існувала за довго до Віри Мухіної, що свідчать натюрморти на картинах художників, і Вірі Мухіній приписують не стільки як ідею, стільки як відродження ідеї по промисловому випуску такого посуду.
Гранчастий стакан переважно має 16 граней, який за однієї з версій означає, що до складу колишнього СРСР тоді входило 16 союзних республік.